# Сенненский уезд
Се́нненский уе́зд — административно-территориальная единица Могилёвской губернии Российской империи. Центр — город Сенно.

## История
С 1773 года местечко Сенно назначен уездным городом Оршанской провинции Могилёвской губернии. В ноябре 1775 года деление губерний на провинции было отменено. В 1777 году Могилёвская губерния разделена на 12 уездов. В 1778 году губерния преобразована в Могилевское наместничество. В 1796 году при упразднении Могилёвского наместничества уезд вошёл в состав новообразованной Белорусской губернии. С 1802 года вновь в составе Могилёвской губернии.
11 июля 1919 года Могилёвская губерния была упразднена, а Сенненский уезд передан в состав Витебской губернии. В 1923 году уезд упразднён.

## География
Сенненский уезд, по вычислению Стрельбицкого, занимает 4333,8 кв. вёрст, или 451440 десятин. Площадь уезда представляет равнину, имеющую склонение от юга к северу и усеянную озёрами и болотами. По южной части уезда проходит возвышенность, служащая водоразделом между Днепровскою и Двинскою системами, она невысока и местами даже скрывается в болотистых и топких местах. В уезде господствуют отложения девонской системы. Из полезных ископаемых встречаются известняки при деревнях Лавки, Калиновки и селе Плоском. При деревне Сукромно на 3 десятинах белая глина. Залежи торфа найдены около села Таранковича, деревни Маторейщине и в нескольких имениях, разрабатывают торф в имениях Янове и Толочине на удобрение. Наибольшая часть уезда лежит в системе реки Западной Двины, которая течёт на северной границе уезда. Притоки её: Лучеса с Оболью. К Днепровской системе принадлежат реки Друть и Бобр, получающие здесь начало. Двина судоходна, Лучеса и Оболь сплавные. Озёр в уезде 126. Под ними занято 9512 десятин. Более значительные озёра: Лукомльское (22,5 кв. вёрст), Селява (12,5 кв. вёрст) и Жеринское (11,2 кв. вёрст, из которых 3 кв. версты в Лепельском уезде Витебской губернии). Сенненский уезд — самый болотистый в Могилёвской губернии; под болотами 52780 десятин.

## Население
Население белорусское. Дворян потомственных 605, мещан и цеховых 22358, крестьян 137934, военных 4946. Православных 143013, евреев 11131, католиков 10104,  раскольников 4364
Православных церквей 53, католических 3, несколько синагог и еврейских молитвенных школ. 9 местечек: самые населенные Крупка (1571 жителей), Лукомль (1851), Бобр (2643) и Черея (3008).
Численность населения уезда:
- 1897 г. — 161 652 человек (80521 мужчин, 81131 женщин)[1]
- 1913 г. — 219,0 тыс. человек (109,7 тыс. мужчин, 109,3 тыс. женщин)[2]

## Административное деление
В 1913 году в уезде было 15 волостей: 
| - Бобрская — м. Бобр, - Высокогородецкая — с. Высокий Городец, - Замочская — с. Замочек, - Заречно-Толочинская — м. Заречный Толочин, - Каковчинская — с. Каковчино, - Латыговская — д. Кишки, - Лисичинская — с. Лисичино, - Лукомльская — м. Лукомль, | - Мошканская — д. Мошканы, - Обчугская — м. Обчуга, - Островенская — м. Островно, - Пустынская — с. Пустынки, - Раснянская — с. Расна, - Ульяновичская — с. Ульяновичи, - Черейская — м. Черея. |